# Alfred Khevenhüller-Metsch
Alfred Graf zu Khevenhüller-Metsch, auch: Alfred Reichsgraf zu Khevenhüller-Metsch (* 25. Juli 1852 in Pest (seit 1872 Budapest), Ungarn; † 23. Dezember 1911 in Niederosterwitz, Gemeinde St. Georgen am Längsee) war Offizier und Abgeordneter zum Österreichischen Abgeordnetenhaus.

## Leben

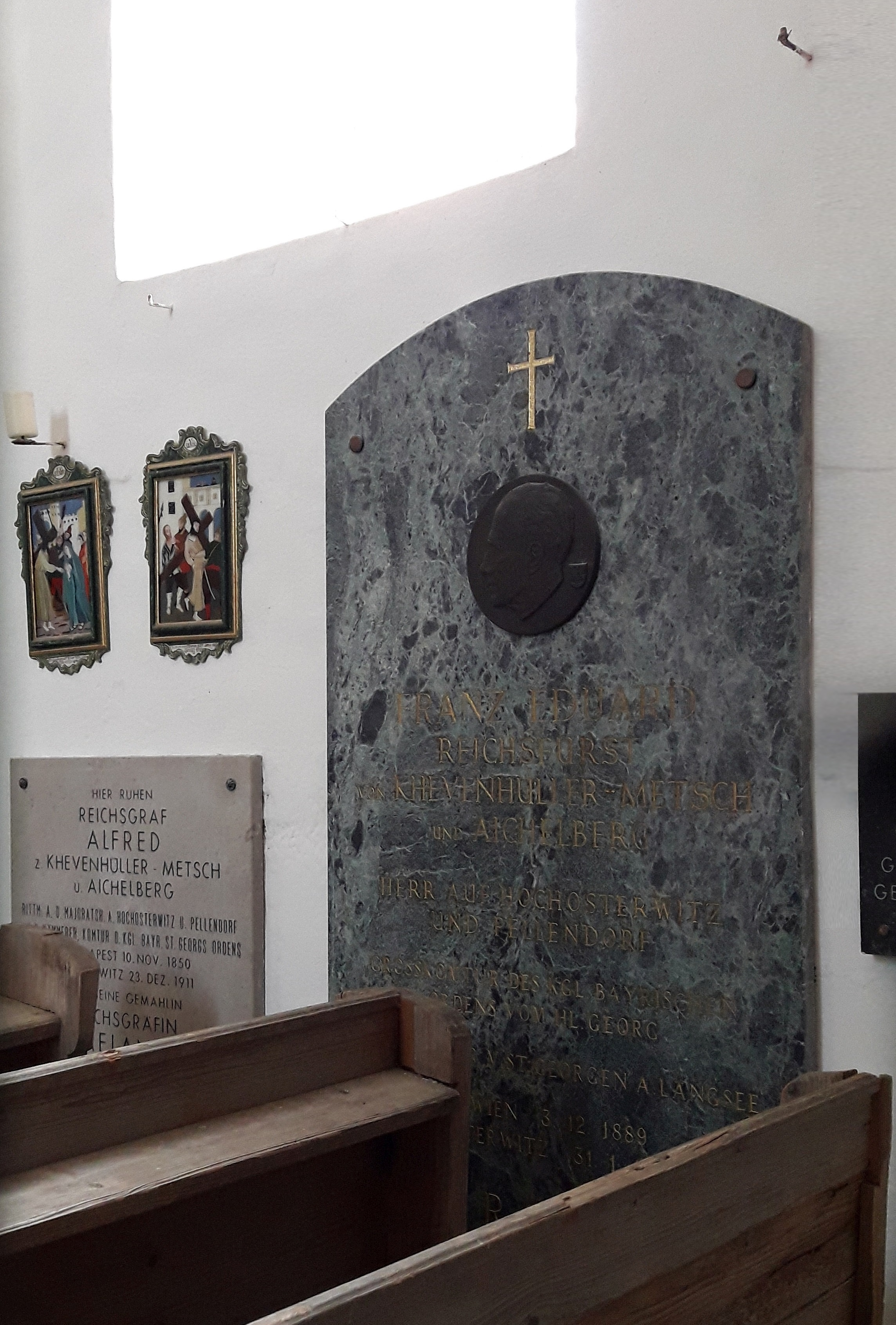
Grabmonument von Alfred Khevenhüller-Metsch und Ehefrau Melanie, dem Sohn Franz Eduard und Tochter Irma in der Hochosterwitz Burgkirche (Foto: 2017 von PicturePrince)

Alfred Khevenhüller-Metsch war Sohn des Gutsbesitzers Othmar Graf Khevenhüller-Metsch († 1890). Er besuchte das Jesuitenkonvikt in Kalksburg (heute zu Wien gehörig) und von 1869 bis 1872 die Theresianische Militärakademie in Wiener Neustadt. Er wurde im Jahr 1872 Leutnant. Im Jahr 1877 wurde er Oberleutnant und 1885 Rittmeister. Ab 1888 war er in Reserve. Im Jahr 1890 wurde er Besitzer der Güter Osterwitz und Pellendorf (heute in der Gemeinde Gaweinstal im Bezirk Mistelbach).
Alfred war römisch-katholisch und seit 1888 verheiratet mit Melanie Gräfin Erdödy, mit der er zwei Söhne (Franz und Georg) und eine Tochter (Antonia) hatte. Er war der Schwager von Zdenko von Kolowrat-Krakowsky und Schwiegervater von Bohuslav Graf Kolowrat-Krakowsky.

## Politische Funktionen
Alfred Khevenhüller-Metsch war vom 31. Januar 1901 bis zum 30. Januar 1907 Abgeordneter des Abgeordnetenhauses im Reichsrat (X. Legislaturperiode), Kronland Kärnten, Kurie Großgrundbesitz.

## Klubmitgliedschaften
Er war Mitglied in der Vereinigung der verfassungstreuen Großgrundbesitzer.